# Peter Pauli
Peter Pauli (* 1940) ist ein deutscher Film- und Theaterschauspieler.
Peter Pauli absolvierte ein Schauspielstudium von 1960 bis 1963 an der Filmuniversität Babelsberg Konrad Wolf. Nach dieser Zeit wurde er Ensemblemitglied beim Staatstheater Cottbus. 1971 kam er zum Hans Otto Theater Potsdam. Hier blieb er bis 2006.
Als Filmschauspieler hatte er in knapp 90 Produktionen ernsthafte Nebenrollen inne, so spielte er häufiger Polizisten, Arbeiter, Beamte, Nachbarn usw.

## Filmografie (Auswahl)
- 1974: Zum Beispiel Josef
- 1975: Till Eulenspiegel
- 1978: Jörg Ratgeb, Maler
- 1979: Hochzeit in Weltzow
- 1979: Des Henkers Bruder
- 1979: Herbstzeit
- 1980: Der Baulöwe
- 1980:  Polizeiruf 110: Der Einzelgänger
- 1981: Sing, Cowboy, sing
- 1981: Die Stunde der Töchter
- 1983: Frühlingssinfonie
- 1983: Zille und ick
- 1984: Eine sonderbare Liebe
- 1985: Die Gänse von Bützow
- 1985: Die dritte Frau (Fernseh-Zweiteiler)
- 1985: Besuch bei van Gogh
- 1986: Eine zauberhafte Erbschaft (Čarovné dědictví)
- 1986: Der Junge mit dem großen schwarzen Hund
- 1986: Caspar David Friedrich – Grenzen der Zeit
- 1987: Die erste Reihe
- 1987–1988: Spuk von draußen (Fernsehserie, 6 Folgen)
- 1989: Die ehrbaren Fünf (Fernsehfilm)
- 1989: Zwei schräge Vögel
- 1989: Der Tölpelhans
- 1989: Polizeiruf 110: Mitternachtsfall
- 1990: Der Drache Daniel
- 1991: Farßmann oder Zu Fuß in die Sackgasse
- 1993: Anna annA
- 1998: Lola rennt
- 1999: In aller Freundschaft: Stunden der Entscheidung
- 2000: Tatort: Tödliches Verlangen
- 2000: Die Polizistin
- 2009: Whisky mit Wodka
- 2011: Die Lehrerin
- 2012: Mandy will ans Meer
- 2014: Quatsch und die Nasenbärbande